# Amina Haleyi
Amina Haleyi  , née le  10 septembre 1992 à Casbah (Alger)  , est une footballeuse internationale algérienne évoluant au poste de gardienne de but,

## Biographie

### Carrière en club
Amina Haley joue pour la ASE Alger Centre Au club depuis 2007

### Carrière internationale
Amina Haley participe au championnat d'Afrique 2010 organisé en Afrique du Sud.